# 艾華·奧菲爾
艾華·奧菲爾（Edward Ofere，1986年3月28日—），生於尼日利亞拉各斯，尼日利亞足球運動員，司職前鋒，現時效力越南足球甲級聯賽球會清化。

## 球會榮譽
恩華尼斯
- 蘇格蘭足協盃冠軍（2014–15）[1]

## 外部連結
- 足球数据库：艾華·奧菲爾的球员统计数据
- Soccerway資料庫：艾華·奧菲爾